# Musée Maillol

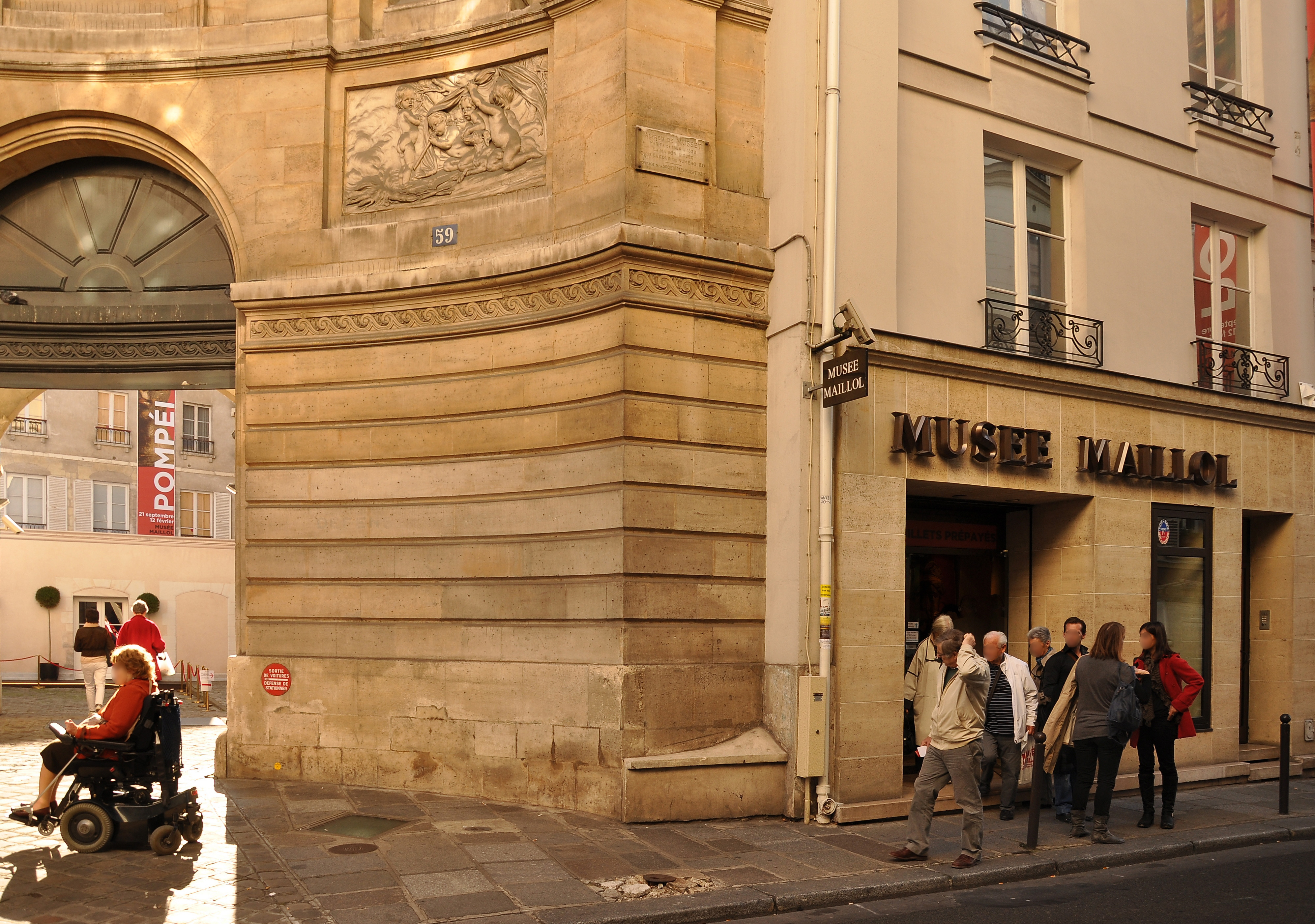
Der Eingang des Musée Maillol

Das Musée Maillol ist ein privates, 1995 gegründetes Kunstmuseum in Paris. Es liegt im 7. Arrondissement in der Rue de Grenelle 59–61. Neben der Sammlung von Werken Aristide Maillols und weiteren Kunstwerken aus der Zeit des 20. Jahrhunderts werden Wechselausstellungen gezeigt. Ein weiteres Musée Maillol liegt nahe Banyuls-sur-Mer, Südfrankreich. Beide Museen werden von der Fondation Dina Vierny betrieben.

## Geschichte und Beschreibung

### Gründung

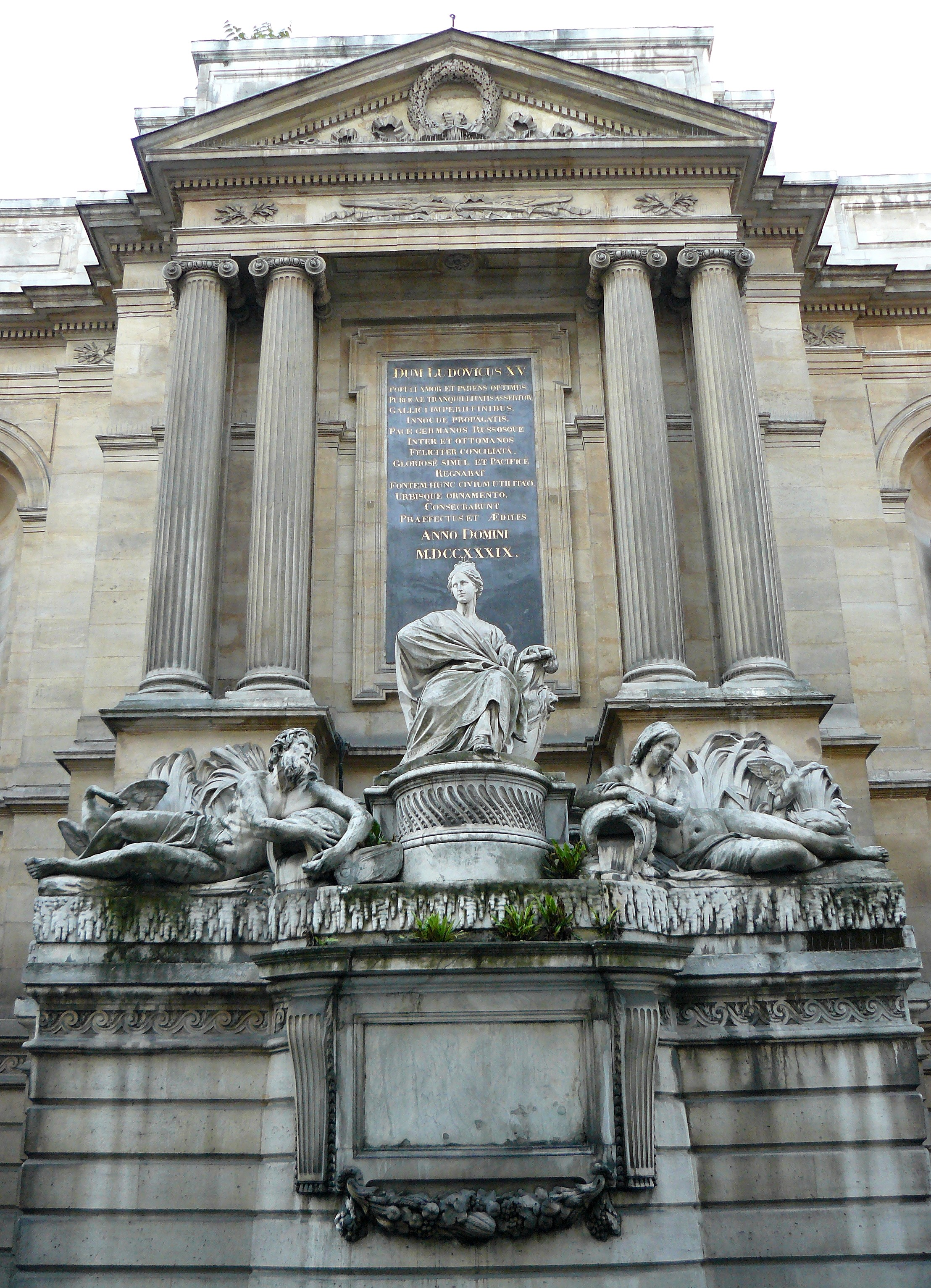
Edmé Bouchardon: La Fontaine des Quatre Saisons (Fassade des Musée Maillol)

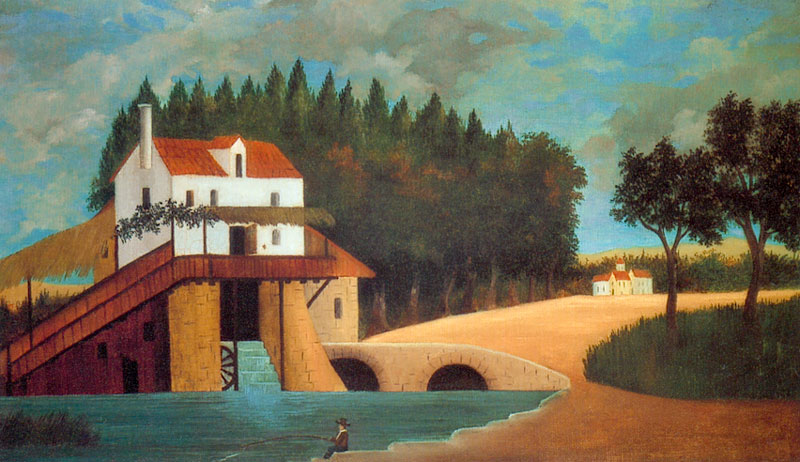
Henri Rousseau: Le Moulin (1896)

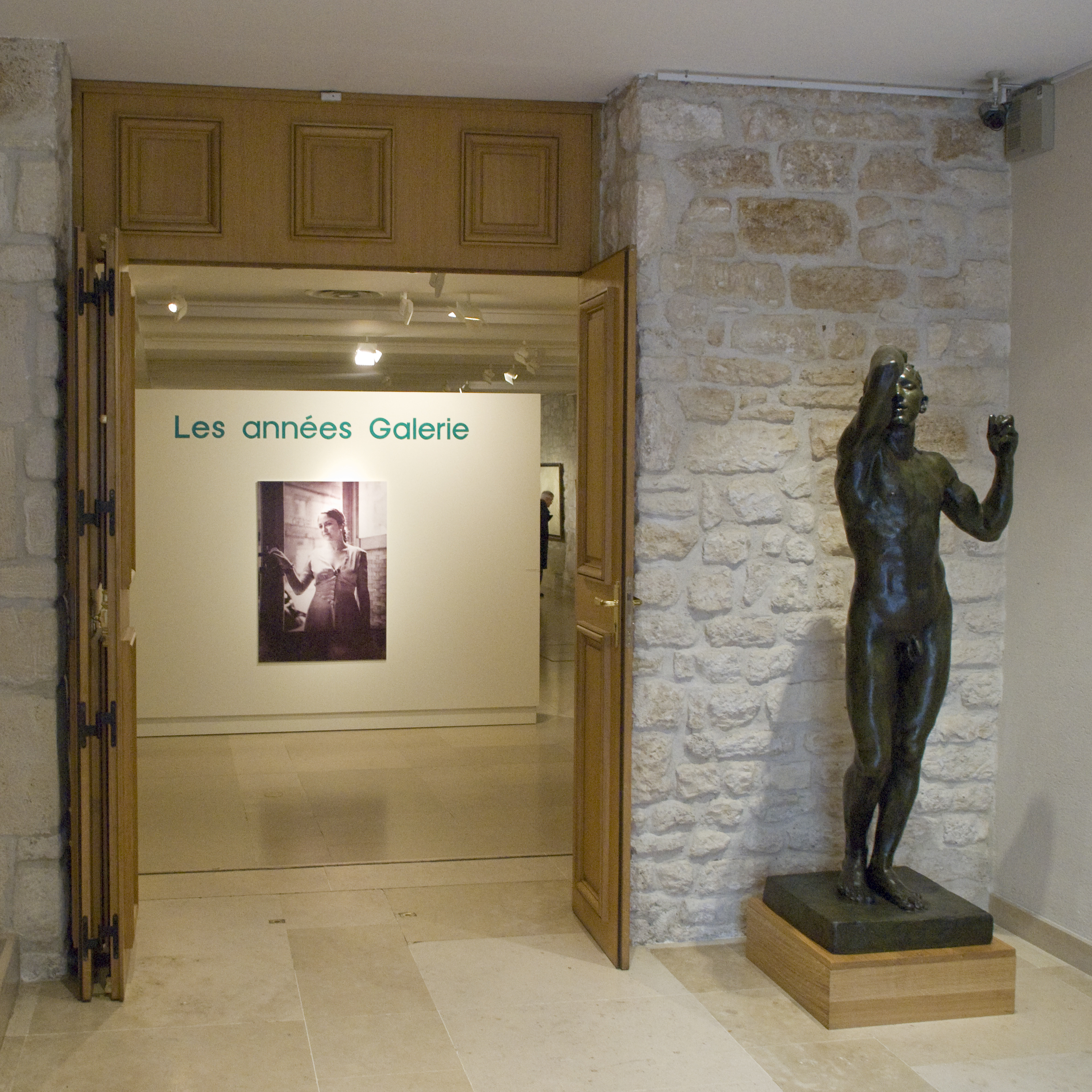
Innenansicht des Musée Maillol in Paris

Das Museum wurde im Januar 1995 von Dina Vierny (1919–2009) gegründet. Vierny war seit ihrem 15. Lebensjahr zehn Jahre lang Modell und Muse des französischen Bildhauers Aristide Maillol (1861–1944) bis zu seinem Tod. 1947 eröffnete sie in der Rue Jacob eine Galerie mit einer Ausstellung, die Maillol gewidmet war, gefolgt von einer Rodin-Ausstellung.
1964 übergab Vierny als Nachlassverwalterin dem französischen Staat monumentale Skulpturen Maillols, die der damalige Minister für Kultur, André Malraux, im Jardin des Tuileries aufstellen ließ und die sich aktuell im Jardin du Carrousel befinden. Um diese Zeit erfolgte auch die Gründung der Fondation Dina Vierny. Olivier und Bertrand Lorquin, die Söhne Dina Viernys, leiten bzw. leiteten das Museum: Olivier als Direktor und Bertrand als Kurator und Vizedirektor. Bertrand Lorquin starb 2019.

### Das Gebäude
Das aus drei Flügeln bestehende Gebäude, früher Hôtel Bouchardon genannt, stammt aus dem 18. Jahrhundert und wurde auf dem Gelände erbaut, das dem Couvent des Récollets gehörte. Unter anderem wohnte hier Alfred de Musset zwischen 1824 und 1840, und der Maler Paul Baudry hatte hier sein Atelier. Der Brunnen La Fontaine des Quatre Saisons des französischen Bildhauers Edmé Bouchardon schmückt eine Fassade des Gebäudeensembles. 
Nach fünfzehnjähriger Umbauzeit beträgt die Ausstellungsfläche des Museums heute 4.250 m². Neben den Sälen der permanenten Ausstellung gibt es Räume für Wechselausstellungen, die dreimal jährlich stattfinden. Seit Februar 2015 war das Museum wegen Umbauarbeiten geschlossen, die Wiedereröffnung war für September 2016 geplant.

### Die Sammlung
Das Museum stellt Zeichnungen, Radierungen, Gemälde, Tapisserien und Skulpturen Maillols aus wie La Méditerranée, Pomone und La Rivière. Zusätzlich werden aus Viernys Sammlung beispielsweise Arbeiten von Henri Rousseau, Séraphine Louis, Henri Matisse, Edgar Degas, Pablo Picasso, Jean Auguste Dominique Ingres, Paul Cézanne, Suzanne Valadon, Raoul Dufy, Pierre Bonnard, Odilon Redon, Paul Gauguin, Auguste Rodin, Wassily Kandinsky, Marcel Duchamp, Raymond Duchamp-Villon und Jacques Villon gezeigt. Hinzu kommen russische Künstler wie Serge Poliakoff und Iwan Puni.

### Musée Maillol Banyuls
Ein weiteres Museum nahe Banyuls-sur-Mer, Maillols Geburtsort, wurde 1994 durch Vierny eröffnet, das Musée Maillol Banyuls. Das allein stehende Bauernhaus im Vallée de la Roume hatte Maillol als Wohnhaus und Atelier gedient, und Vierny arbeitete dort zehn Jahre lang mit dem Künstler zusammen. Maillols Skulptur La Méditerranée aus dem Jahr 1905 deckt sein Grab im Garten des Hauses. Zu besichtigen sind sein Atelier, sein Lebensumfeld und verschiedene Werke des Künstlers wie Gemälde, Keramiken und Bronzen. Auch hier finden Wechselausstellungen statt.